# Hypocacculus somaliensis
Hypocacculus somaliensis är en skalbaggsart som beskrevs av Vienna 1990. Hypocacculus somaliensis ingår i släktet Hypocacculus och familjen stumpbaggar. Inga underarter finns listade i Catalogue of Life.